# Hvide tirsdag
Hvide tirsdag eller Hvidetirsdag er dagen efter fastelavnsmandag og er sidste dag inden den kristne faste. På dagen spiste man i gamle dage æggesøbe (lavet af æggeblommer, sukker, hvedemel, øl og mælk) med hvedebrød eller blot mælk med hvedeboller (fastelavnsboller) i. I begge tilfælde var maden hvid, og denne skik gav dagen dens navn.
I engelsktalende lande kaldes dagen traditionelt Shrove Tuesday. Navnet er afledt af udsagnsordet shrive, der betyder at få tilgivelse for sine synder. I England og andre engelsktalende lande har dagen dog også fået det mere folkelige navn Pancake Day, fordi man her spiser pandekager. I det 21. århundrede er denne skik også begyndt at brede sig til Danmark.
Næste dag er Askeonsdag, som er Fastens første dag. Denne dag ofrer især katolsk kristne et af dagens måltider, og afholder sig fra kød, mejeriprodukter, æg etc.